# Claudia Mori
Claudia Mori, född 12 februari 1944 i Rom, är en italiensk skådespelerska och sångerska.

## Roller i urval
- 1960 – Rocco och hans bröder
- 1961 – Sodom och Gomorra
- 1962 – Har du lust får du lov!
- 1975 – Yuppi du
- 1979 – Dödsmärkt
- 2010 – C'era una volta la città dei matti... (TV-serie) (producent)